# Octogon netezit

Octogon netezit

Familia de împachetări cu densitatea de împachetare maximă a octogonului netezit

Octogonul netezit este o formă din plan găsită în 1934 de Karl Reinhardt, care a presupus că are cea mai mică densitate de împachetare în plan al tuturor formelor convexe cu simetrie față de centru. A fost descoperit independent de Kurt Mahler în 1947. Este construit prin înlocuirea vârfurilor unui octogon regulat cu un arc de hiperbolă care este tangent la cele două laturi adiacente vârfului, iar hiperbola are ca asimptote laturile adiacente acestora.

## Construcție

Colțurile octogonului netezit pot fi găsite prin rotirea a trei octogoane regulate ale căror centre formează un triunghi cu arie constantă

Forma octogonului netezit poate fi derivată din împachetările sale, care plasează octogoane în punctele unei rețele triunghiulare. Pentru a determina forma colțurilor poate fi utilizată cerința ca aceste împachetări să aibă aceeași densitate, indiferent de modul în care octogonul netezit și rețeaua sunt rotite unul față de cealaltă, cu forme care rămân în contact cu fiecare formă învecinată. Una dintre figuri prezintă trei octogoane care se rotesc în timp ce aria triunghiului format din centrele lor rămâne constantă, ținându-le împachetate cât mai aproape posibil. Pentru octogoane regulate, formele roșii și albastre s-ar suprapune, astfel încât pentru a permite rotației să continue, colțurile sunt tăiate la un punct care se află la jumătatea distanței dintre centrele lor, generând curba necesară, care se dovedește a fi o hiperbolă.

Construcția octogonului netezit (negru), a hiperbolei tangente (roșu), a asimptotelor acestei hiperbole (verde) și a laturilor tangente la hiperbolă (albastru)

Hiperbola este construită ca fiind tangentă la două laturi ale octogonului și asimptotică la cele două laturi adiacente acestora. Următoarele detalii se aplică unui octogon regulat cu raza circumscrisă {\displaystyle {\sqrt {2}}} cu centrul în punctul {\displaystyle (2+{\sqrt {2}},0)} și un vârf în punctul {\displaystyle (2,0)}. Pentru două constante {\displaystyle \ell ={\sqrt {2}}-1} și {\displaystyle m=(1/2)^{1/4}}, hiperbola este dată de ecuația
{\displaystyle \ell ^{2}x^{2}-y^{2}=m^{2}}
sau de parametrizarea echivalentă (doar pentru ramura din dreapta)
{\displaystyle {\begin{aligned}x&={\frac {m}{\ell }}\cosh {t}\\y&=m\sinh {t}\\\end{aligned}}}
pentru porțiunea hiperbolei care formează colțul, dată de intervalul de valori ale parametrilor
{\displaystyle -{\frac {\ln {2}}{4}}<t<{\frac {\ln {2}}{4}}.}
Dreptele octogonului tangente la hiperbolă sunt {\displaystyle y=\pm \left({\sqrt {2}}+1\right)\left(x-2\right)}, iar asimptotele hiperbolei sunt {\displaystyle y=\pm \ell x}.

## Împachetare
Octogonul netezit are o densitate maximă de împachetare
{\displaystyle {\frac {8-4{\sqrt {2}}-\ln {2}}{2{\sqrt {2}}-1}}\approx 0,902414.}
Aceasta este mai mică decât densitatea maximă de împachetare a cercurilor, care este
{\displaystyle {\frac {\pi }{\sqrt {12}}}\approx 0,906899.}
Densitatea maximă de împachetare cunoscută a octogonului regulat este
{\displaystyle {\frac {4+4{\sqrt {2}}}{5+4{\sqrt {2}}}}\approx 0,906163\,,}
puțin mai mică decât densitatea maximă de împachetare a cercurilor, dar mai mare decât cea a octogonului netezit.
Octogonul netezit atinge densitatea maximă de împachetare nu doar pentru o singură împachetarea, ci și pentru o familie cu 1 parametru. Toate acestea sunt rețele de împachetare. Conjectura lui Reinhardt că octogonul netezit are cea mai mică densitate maximă de împachetare dintre toate formele din plan convexe cu simetrie față de centru rămâne nerezolvată. Dacă nu este necesară simetria față de centru, heptagonul regulat are o densitate de împachetare și mai mică, dar faptul că ar fi optimal este, de asemenea, nedovedit. În tridimensional, conjectura de împachetare a lui Ulam afirmă că nicio formă convexă nu are o densitate maximă de împachetare mai mică decât bila.